# (117640) Millsellie
(117640) Millsellie est un astéroïde de la ceinture principale.

## Description
(117640) Millsellie est un astéroïde de la ceinture principale. Il fut découvert le 9 mars 2005 au Mont Lemmon par le programme de relevé astronomique Mount Lemmon Survey. Il présente une orbite caractérisée par un demi-grand axe de 2,20 UA, une excentricité de 0,15 et une inclinaison de 5,4° par rapport à l'écliptique.